# ウォーク・ザ・ライン/君につづく道
『ウォーク・ザ・ライン/君につづく道』（Walk the Line）は、2005年公開のアメリカ映画。ジェームズ・マンゴールド監督・脚本。カントリー・ミュージシャンのジョニー・キャッシュの伝記映画で、特に彼の2人目の妻となった歌手のジューン・カーターとの関係を描いている。
ホアキン・フェニックスとリース・ウィザースプーンは映画中の歌をすべて自分達で歌っており、リース・ウィザースプーンはアカデミー主演女優賞を受賞した。

## キャスト
※括弧内は日本語吹替
- ジョニー・キャッシュ - ホアキン・フェニックス（小山力也）
- ジューン・カーター - リース・ウィザースプーン（宮島依里）
- ヴィヴィアン・キャッシュ（英語版） - ジニファー・グッドウィン（園崎未恵）
- レイ・キャッシュ - ロバート・パトリック（内田直哉）
- サム・フィリップス - ダラス・ロバーツ（根本泰彦）
- ルーサー・パーキンス - ダン・ジョン・ミラー（英語版）（内田夕夜）
- マーシャル・グラント - ラリー・バグビー（英語版）（伊藤栄次）
- キャリー・キャッシュ - シェルビー・リン（英語版）
- エルヴィス・プレスリー - タイラー・ヒルトン（川島得愛）
- ジェリー・リー・ルイス - ウェイロン・マロイ・ペイン（英語版）（羽多野渉）
- ウェイロン・ジェニングス - シューター・ジェニングス（英語版）
- メイベル・カーター - サンドラ・エリス・ラファティ
- エズラ・カーター（英語版） - ダン・ビーン
- W・S・“フルーク”・ホランド - クレイ・スティークリー
- ロイ・オービソン - ジョナサン・ライス（英語版）
- カール・パーキンス - ジョニー・ホリデイ（英語版）

## 主な受賞
- アカデミー賞：主演女優賞
- ゴールデングローブ賞：作品賞（ミュージカル・コメディ部門）、主演男優賞（ミュージカル・コメディ部門）、主演女優賞（ミュージカル・コメディ部門）
- 英国アカデミー賞：主演女優賞、音響賞
- 全米映画批評家協会賞：主演女優賞
- ニューヨーク映画批評家協会賞：女優賞
- クリティクス・チョイス・アワード：主演女優賞、サウンドトラック賞